# HT1080細胞

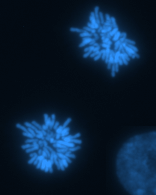
HT1080細胞

HT1080是一種纖維肉瘤細胞系，在生物醫學研究中得到廣泛應用。該細胞系是由一名35歲的男性患者的纖維肉瘤活檢組織中提取的，患者未接受放射線療法或化學療法，因此將不必要的突變引入細胞系的可能性降低。有研究發現該細胞系帶有IDH1突變和已活化的N-ras癌基因。

## 外部連結
- Cellosaurus entry for HT1080（页面存档备份，存于）